# Herminia deceptricalis
Herminia deceptricalis là một loài bướm đêm trong họ Noctuidae.